# 陰吹
陰吹，即陰道排氣，俗稱陰屁，是指從陰道排出空氣，此行為可能會發生在性行為、運動或伸展肢體的期間，聲音類似從肛門排出的屁，但排出的氣體並非廢氣，因此通常沒有特別的氣味。如果陰道排出的氣體有強烈的氣味，可能是出於結腸陰道瘻管、手術、克隆氏症等多種原因。據已知的研究，陰道排出少量的空氣不會引起問題，但強行將空氣灌入陰道中可能會引起空氣栓塞，這可能會對自己產生危害，如果有身孕，則對胎兒也可能造成危險。